# Зу
Зу (на френски: Zou) е департамент в южната част на Бенин. Съставен е от 9 общини. На запад има малка граница с Того. Площта му е 5106 квадратни километра и има население от приблизително 650 000 души. Административен център е град Абомей.